# Wentworth Miller
Wentworth Earl Miller III , ameriški igralec, * 2. junij 1972, Chipping Norton, Anglija.

## Življenje
Družina se je preselila v Park Slope, Brooklyn, New York (ZDA), ko je bil star 1 leto. Z odliko je diplomiral na prestižni ameriški univerzi Princeton. Po očetovi strani je Afričan, Jamajčan, Anglež, Nemec, Rus, po njegovih žilah pa teče tudi kri indijanskega plemena Cherokee. Po materini strani pa je krvno povezan z Nizozemci, Rusi, Nemci, Sirci in celo Libanonci. Wentworth je mulat. Njegov oče je črnec, mati pa je belka.
Mama Roxan uči otroke s posebnimi potrebami, oče Wentworth Earl Miller II pa je učitelj in odvetnik. Oba sta hodila na Yale.
Ima dve mlajši sestri, Gillian in Leigh, obe sta odvetnici.

## Dosežki
Leta 1995 je šel v Los Angeles slediti svojih karieri igranja. Njegova prva vloga je bila v ABCs mini serije Dinotapija, kot občutljiv in zase zaprt David. Po prikazanju v manjši televizijskih vlogah se je premaknil v leta 2003 v co-star film The Human Stain, igral je mlajši lik od Anthony Hopkins. Millerjev prvi TV-nastop je bil leta 1998 v nadaljevanki Buffy - izganjalka vampirjev.
Njegov prvi pomembnejši projekt je bil film iz leta 2003 Človeški madež z Anthonyjem Hopkinsom. Leta 2005 je nastopil v dveh videih Mariah Carey It's Like That in We Belong Together. Zaslovel je z nadaljevanko Beg iz zapora, v kateri igra zapornika Michaela Scofielda, ki poskuša iz zapora rešiti svojega brata Lincolna Burrowsa (soigralec Dominic Purcell), ki so ga po krivem obsodili na smrtno kazen. Z nastopanjem v nadaljevanki Beg iz zapora si je prislužil nominacijo za zlati globus za najboljšega igralca v dramski nanizanki leta 2005. Od 1. septembra 2008 nastopa v četrti sezoni te uspešne ameriške nadaljevanke.

## Filmografija
- Beg iz zapora (Prison break, 2005–2019)
- Time of Your Life
- Človeški madež (Human stain, 2003)
- The Confession (2005)
- Podzemlje (Underworld, 2003)
- Nevidni bojevnik (Stealth)
- Romeo in Julija
- Popular
- Joan of Arcadia
- Šepetalka duhov (Ghost Whisperer)
- Urgenca: Vrnitev domov (2000)
- Buffy - izganjalka vampirjev: Pojdi lovit ribe (1998)
- Room 302 (2001)
- Flash (2014)
- Legends of Tomorrow(2016)